# Paphinia herrerae
Espèce
Statut CITES
Paphinia herrerae Dodson, est une espèce de plantes à fleurs Orchidaceae (les orchidée) et appartenant à la sous-tribu des Stanhopeinae.
L'une des plus grandes espèces du genre Paphinia. Ses pollinisateurs connus sont les mâles de l'espèce d'abeille Euglossa cyanea.

## Étymologie
Nommée en l’honneur du Dr Victoria Herrera, orchidophile de Loja, Équateur qui a découvert cette orchidée.

## Diagnose
Species haec Paphiniae cristatae Lindl. similis, sed sepalis petalisque multilongioribus, labello angustiore basi leviter sagittato distinguitur.
- Dodson, Icones Plantarum Tropicarum, ser. II pl. 565. 1989.

## Répartition et biotope
Le spécimen type a été découvert en Équateur près de Zamora dans la province de Zamora-Chinchipe à 1000 m d'altitude. Plante épiphyte des forêts humides entre 650 et 1100 m d'altitude.